# Wilhelm Zeeh
Wilhelm „Willi“ Zeeh (* 18. März 1886 in Hamburg; † nach 1951) war ein deutscher Radrennfahrer und nationaler Meister im Radsport.

## Sportliche Laufbahn
Zeeh war im Straßenradsport und im Bahnradsport aktiv. 1900 begann er mit dem Radsport und bestritt seine ersten Rennen mit einem Tourenrad. 1903 erwarb er sein erstes Rennrad und gründete mit Freunden in Hamburg den Verein Racing Club Favorite. Zeeh bestritt vor allem sogenannte Distanzfahrten, Radrennen von mehr als 200 Kilometern. 1906 hatte er mit dem 3. Platz bei Koblenz–Emmerich über 260 Kilometer einen ersten Erfolg. Bei Rund um Berlin 1906 fuhr er bis kurz vor dem Ziel in der Spitzengruppe, hatte dann einen Pedalbruch und fiel auf den 7. Platz zurück. Danach wechselte er zum Verein RV Sport-Bergedorf. Als Amateur gewann er 1907 die nationale Meisterschaft im Mannschaftszeitfahren mit Adolf Böhm, Paul Kotsch, Rudolf Katzer und Robert Tartsch. 1924, nach seiner Reamateurisierung, wurde er Dritter der Meisterschaft.
Von 1907 bis 1911 war er Berufsfahrer. 1909 siegte er bei Rund um Nürnberg, Hamburg–Flensburg–Hamburg, Kiel–Rendsburg–Flensburg–Kiel und Hadersleben–Hamburg. 1910 gewann er Rund um den Kanton Tessin. 1908 startete er bei Mailand–Sanremo, kam aber nach einem Sturz nicht ins Ziel. Bei dem Revancherennen der Unplatzierten am nächsten Tag wurde er Zweiter und erhielt sofort einen Vertrag für das Radsportteam Stucchi für Rennen in Italien, Frankreich und in der Schweiz. Während seiner Profikarriere gewann er insgesamt 13 Straßenrennen.
Im Sechstagerennen von Mainz 1911 wurde er mit Paul Echterhof Zweiter. 1913 hatte er einen schweren Sturz bei einem Rennen in Kassel und beendete seine Laufbahn zunächst. Nach dem Ersten Weltkrieg fuhr er wieder als Amateur. Er gewann unter anderem Quer durch Holstein, den Großen Nordmark-Preis und Bielefeld–Hannover–Bielefeld. Nach diesem Sieg trat er endgültig vom Radsport zurück.
Er blieb dem Radsport als Funktionär und Wettkampfrichter verbunden und wurde Ehrenpräsident des RV Germania Hamburg.

## Berufliches
Zeeh betrieb in Hamburg zwei Blumengeschäfte.